# Кветта (аэропорт)
Международный аэропорт Кветты (англ. Quetta International Airport) (ИАТА: UET, ИКАО: OPQT) — расположен в городе Кветте, столице пакистанской провинции Белуджистан. Занимает 4-е место среди аэропортов Пакистана по высоте над уровнем моря, это один из крупнейших аэропортов на юге страны. Он расположен в 12 км на юго-запад от города и занимает площадь в 35 акров. Годовой пассажиропоток составляет 250 000 пассажиров.

## История
Аэропорт был построен в 1954 году, он представлял собой небольшую взлётно-посадочную полосу. В 1958 и 1964 годах аэропорт подвергался масштабным реконструкциям. С 1972 года аэропорт смог принимать самолёты класса Боинг, а первый международный рейс состоялся в 1977 году. Терминал был построен в 1982 году. 